# Richard N. Gladstein
Richard N. Gladstein né le 4 juin 1964 à New York, État de New York, est un producteur américain.

## Filmographie sélective
- 1989 : Douce nuit, sanglante nuit : coma dépassé (Silent Night, Deadly Night III: Better Watch Out!)
- 1990 : Douce nuit, sanglante nuit 4 : L'Initiation (Initiation: Silent Night, Deadly Night 4)
- 1991 : Un homme fatal (Lonely Hearts)
- 1991 : Douce nuit, sanglante nuit : les jouets de la mort (Silent Night, Deadly Night 5: The Toy Maker)
- 1992 : Arizona Rider (Beyond the Law)
- 1992 : Reservoir Dogs
- 1992 : Only You (en)
- 1992 : Dark Horse
- 1993 : L'Otage d'une vengeance (A House in the Hills)
- 1993 : The Young Americans
- 1995 : Crossing Guard (The Crossing Guard)
- 1995 : The Journey of August King
- 1997 : Jackie Brown
- 1998 : Dix ans plus tard (Since You've Been Gone) (TV)
- 1998 : Studio 54 (54)
- 1998 : Hollywood Sunrise (Hurlyburly)
- 1999 : Elle est trop bien (She's All That)
- 1999 : L'Œuvre de Dieu, la part du Diable (The Cider House Rules)
- 2002 : La Mémoire dans la peau (The Bourne Identity)
- 2003 : Le Salut (Levity)
- 2003 : Un duplex pour trois (Duplex)
- 2004 : Neverland (Finding Neverland)
- 2006 : Journey to the End of the Night
- 2007 : Le Journal d'une baby-sitter (The Nanny Diaries)
- 2007 : Le Merveilleux Emporium de M. Magorium (Mr. Magorium's Wonder Emporium)
- 2009 : Killshot de John Madden
- 2009 : Paper Man de Kieran Mulroney  et Michele Mulroney
- 2015 : Les Huit Salopards (The Hateful Eight) de Quentin Tarantino